# Delias alberti
Delias alberti é uma borboleta da família Pieridae. Foi descrita por Walter Rothschild em 1904. É encontrada no reino Indomalaio.
A envergadura é de cerca de 64 milímetros.

## Subespécies
- Delias alberti alberti (Ilha Choiseul)
- Delias alberti guava Arora, 1983 (Ilha Bougainville)
- Delias alberti tetamba Arora, 1983 (Ilha Santa Isabel)